# マックス・エー
マックス・エー（MAX-A）は、日本のアダルトビデオメーカーである。

## 概要
当初はJHVグループの関連会社として1992年5月に設立された。販売事業を株式会社ティーアイエス、配信事業をデジタルコマースに委託している。

## 来歴
1992年5月23日にリリースした最初の作品はカレンのレーベルでの川奈さおりの「恋するカレン」(XC-1001)であった。1週間後にはサマンサのレーベルから「白石ひとみの奥様は魔女」をリリースした。アリスJAPAN、宇宙企画、KUKI、VIPなどの当時のメジャーレーベルと比較すると後発メーカーであり、他社との差別化からCalenレーベルでは新人女優（後年の専属女優に近い扱い）、サマンサでは他社にも出演のある女優（同時デビュー含む）という棲み分けをしていた。この2つのレーベルはDVD時代になってからは使用されなくなった。DVD以降廃止し、メーカー名をそのまま押し出した理由は、DVDパッケージに正方形のジュエルケースを採用し、デザイン上細かいロゴを配置すると窮屈となったため。また統一レーベルとしてメーカー名の認知を上げたかったことで、トールケースに移行後も継続されている。なお、Calenブランドは彩乃ななのデビュー作（2014年）で一時復活させている。
2003年には専属女優の高樹マリアがXCITYのアダルトビデオ大賞で最優秀女優賞、最優秀新人賞、最優秀作品賞、2003ベスト・オブ 美少女、2003ベスト・オブ・ 話題賞の5冠を獲得した。この年、美竹涼子、蒼井そら、吉沢明歩、ゆうきりり、あすかなどが活躍した。2004年にはあいだゆあ、北島優がデビューした。その後も二宮沙樹、みひろ、柚木ティナ、原更紗など、美少女メーカーとして常に時代のトップアイドルを輩出している。
2018年現在、長瀬麻美、友田彩也香、彩乃ななを専属女優とし、毎月その他企画単体女優作品、及びVR作品のリリースやイベント開催を行っている。
2016年には天空伝媒股份有限公司など台湾のサイトに対し、作品200本余を盗用しネットで有料提供したとして台湾で賠償請求訴訟を起こし、一審勝訴した。

## 主要シリーズ
- New Comer（2006年10月 - ）
- Super☆Star
- 制服狩り（2007年1月 - ）
- 限界突破
- 連続絶頂イカせFUCK
- 赤面する美少女の放尿
- 官能小説シリーズ

### 過去
- MAX GIRLS（2007年1月 - 2013年1月）
- School days（2007年10月 - 2011年9月）
- 連続絶頂イカせFUCK（2007年10月 - 2010年3月）
- ト・モ・ダ・チ（2007年3 - 8月）
- 教えてティーチャー（2006年9月 - 2009年9月）
- BLUE EYES（2006年4月 - 2007年3月）
- NAKED（2005年12月 - 2006年12月）
- Gash（2004年7月 - 2007年8月）
- Max Cafeへようこそ（2003年9月 - 2009年9月）
- まっくすまっくす（2003年8月 - 2007年6月）
- 女教師狩り（2003年5月 - 2010年12月）
- 妹の秘密（2003年3月 - 2009年12月）
- Calen（2002年10月 - 2010年2月）
- サマンサ（2002年8月 - 2009年7月）
- 監禁ボディドール（2002年6月 - 2009年2月）
- 淫口（2001年6月 - 2009年9月）
- 不法侵乳（2000年5月 - 2008年10月）

## デビューした女優
- 1994年 - 相川里美
- 1995年 - 麻生早苗
- 1996年 - 諸星美奈
- 1997年 - 藤崎みなみ
- 2000年 - 有賀涼、杉浦あみ
- 2001年 - 仲山うさぎ、後藤美紀、早坂ひとみ
- 2002年 - 綾瀬ルリ、落合ユリ、京乃あづさ、野原りん、日向あみ、明日香
- 2003年 - 中沢レナ、芹沢遥、水元ゆうな、浅間夕子、平山朝香、美竹涼子
- 2004年 - 小泉彩、あいだゆあ、小森美王、華歌恋、北島優、加藤ひろみ、二宮沙樹、あいか瞬
- 2005年 - 椎名ゆめ、折原まみ、雨宮かおる、稲森しほり、あおば、高原彩、柚木ティナ、小川あさ美、宮地ナオミ
- 2006年 - 安西あき、鈴江紋奈、若菜ひかる、北原多香子、早川凛、広田さくら、恋小夜、小栗杏菜
- 2007年 - 原更紗、前嶋美歩、灘坂舞、橘くらら、長瀬茜、キヨミジュン、小泉梨菜、篠崎ミサ、有希ちな
- 2008年 - 彩音リカ、希志あいの、くるみひな、伊東遥、栗林里莉、黒木アリサ、桜井りあ、愛沢蓮、鈴木ミント、千堂まゆみ
- 2009年 - 藤崎セシル、桜あやめ、夏咲まりみ、安堂エリカ、安藤美沙、椎名ゆな、結希レイナ、卯月麻衣、中野恭子、藤崎りお、叶桃花、一ノ瀬アメリ、葉月しおり、ひなた結衣、小沢アリス
- 2010年 - 歩原ひかる、雪乃ほたる、上原結衣、小倉奈々、今井かのん、藤江まみ、マリア・エリヨリ、藤沢りん、矢吹杏、朝川ひかる、香澄のあ、暮野ソフィア
- 2011年 - 真木今日子、秋元まゆ花、あやの沙希、藤月ちはる、優木まみ、榮倉あい、月城ルネ、河西陽菜、葵なつ、水沢杏香、純那、瀬名一花、沖ひとみ、北川夏希、前田今日子
- 2012年 - 加護芽衣、藤嶋唯、水樹りさ、ほしの由依、桜ちずる、星月あず、七瀬りの、泉星砂、二階堂あい
- 2013年 - 松下朱音、若槻シェルビー、百武あみ、石原美希、青山亜美、南紗彩、松田千里、司ミコト、逢坂アンナ、大江友紀、仁美りさ、柚本ひまり
- 2014年 - 山岸凛、河合紗里、琴音りあ、風間萌衣、橋本麻耶、谷原ゆき、彩乃なな、柊木友美、希美乃みき
- 2015年 - 浅香結菜、中澤レイ、秋元ひなの、島崎りこ、白石みなみ、天音りん、小川桃果、桜すばる、香純ゆい、春宮すず、星井笑、三井悠乃、波木はるか、江奈るり
- 2016年 - あいの美羽、美咲あや、ももき希、桜井綾音、大倉みゆ、白咲ゆず、秋吉花音、河井美香、神田るな、美空杏、五十嵐小悠希
- 2017年 - 菅野紗世、有花もえ、長谷川奈々、糸篠遥、初美りん、長瀬望美、佐々木えな
- 2018年 - あかねりこ、有星あおり、美月まい、藤原小夜、青葉夏
- 2019年 - 鳥越はな、令和れい
- 2020年 - 彩月あやめ
- 2021年 - 佐藤花、楯石もえ、咲野瑞希
- 2023年 - 天野花乃
- 2024年 - 桐谷すずね[6]